# 亚历山大·弗拉基米罗维奇·马霍夫
亞歷山大·弗拉基米罗维奇·馬霍夫（羅馬化：Oleksandr Volodymyrovych Makhov；1986年4月17日—2022年5月4日），乌克兰军人和战地记者。

## 生平
1986年4月17日，亚历山大·马霍夫出生在伏罗希洛夫格勒（现卢甘斯克）。
他从东乌克兰国立大学毕业后，在卢甘斯克地区电视台工作，并担任乌克兰（电视频道）、第24频道和Dom电视台的记者。他之后开始报道战争新闻和主持播客“Viiskkor”。2017年，他成為首位前往南极洲的乌克兰记者。
2015年，他投笔从戎，加入第57摩托化旅担任高射炮手和机枪手。據悉他参加了霍爾利夫卡附近的宰采韋和马约尔斯克的战斗。
2020年2月20日至3月5日，他是唯一一位与从中国武汉撤离的人员在波尔塔瓦州新桑扎雷观察中心工作的记者。
2022年俄罗斯全面入侵乌克兰后，他再次从军加入第95空降突击旅奔赴前线。2022年5月4日，他因遭到俄罗斯军队的炮击伤到肺部而牺牲。
2022年5月9日，他被安葬于贝尔科韦茨公墓。
他有一个名叫弗拉迪斯拉夫的儿子和未婚妻阿納斯塔西婭·布利希克。

## 纪念
2022年5月5日，乌克兰总统弗拉基米尔·泽连斯基宣布了他的死讯。
基辅的一个轻轨站也以他的名字命名。
2022年10月27日，基辅一条街改名至亚历山大·马霍夫街。
2022年12月26日，哈尔科夫州伊久姆亚历山大·奥斯特罗夫斯基街更名为亚历山大·马霍夫街。

## 荣誉
- 三级勇气勋章（英语：Order for Courage）（死后追授）[14]